# Divjak
Divjak es un pueblo perteneciente al municipio de Vitez, en el cantón de Bosnia Central, Bosnia y Herzegovina.

## Superficie
Cuenta con una superficie de 1,94 kilómetros cuadrados.

## Demografía
Hasta 2013 la población era de 1369 habitantes, con una densidad de población de 706,7 habitantes por kilómetro cuadrado.
| Gráfica de evolución demográfica de Divjak entre 1991 y 2013       |
|                                                                    |
| Datos según Population statistics of Eastern Europe & former USSR. |